# Москвіна Неля Трофимівна
Неля Трохимівна Москвіна (* 26 грудня 1937, м. Київ) — бандуристка, член Національної спілки кобзарів України, Київ, заслужена артистка УРСР (1967).

## Життєпис
Грати на бандурі вчилась у В. Кабачка в Київському музичному училищі. Закінчила Київську консерваторію. З 1961 виступала в складі тріо бандуристок Київської філармонії (разом з Н. Павленко та В. Третяковою). Цей ансамбль виступав в Австралії, Новій Зеландії, Індії, Бірмі, Сінгапурі, Малайзії, Непалі, Фінляндії, Франції, Канаді, на Кубі.
В репертуарі бандуристки багато українських народних пісень, творів класиків та радянських композиторів. Неодноразово нагороджувалась грамотами та дипломами, зокрема грамотою Президії Верховної Ради Казахської РСР.

## Фільмографія
- «Їхали ми, їхали...» (1962)